# Willie Moir
William „Willie“ Moir (* 19. April 1922 in Aberdeen; † 9. Mai 1988 in Bolton) war ein schottischer Fußballspieler, der im Zeitraum von 14 Jahren für zwei englische Mannschaften in zwei Spielklassen aktiv gewesen ist.

## Karriere

### Vereine
Moir spielte von 1943 bis 1955 ausschließlich für Bolton Wanderers, ab 1946 in der Football League First Division. In seinen 325 Punktspielen erzielte er 118 Tore. Sein Debüt in der höchsten Spielklasse gab er am 31. August 1946 (1. Spieltag) bei der 3:4-Niederlage im Auswärtsspiel gegen den FC Chelsea. Sein erstes von acht Saisontoren in seinen ersten 31 Punktspielen erzielte er am 7. September 1946 (3. Spieltag) im Heimspiel gegen den FC Portsmouth – es war der 1:0-Siegtreffer in der 90. Minute. Am 23. November 1946 (17. Spieltag) traf er beim 5:1-Sieg im Heimspiel gegen Derby County schon zweimal in einem Spiel. In der Saison 1948/49 erreichte er mit 25 Toren in 42 Saisonspielen eine beachtliche Quote; dabei gelangen ihm in zwei Punktspielen jeweils vier Tore. Am 30. August 1948 (4. Spieltag) war er beim 4:2-Sieg im Auswärtsspiel gegen Aston Villa alleiniger Torschütze seiner Mannschaft. Im Alter von 33 Jahren bestritt er am ersten und dritten Spieltag der Saison 1955/56 beim FC Chelsea und gegen Charlton Athletic seine letzten beiden Spiele für den Verein. Im Wettbewerb um den FA Cup kam er einzig am 2. Mai 1953 bei der 3:4-Finalniederlage gegen den FC Blackpool zum Einsatz und zu einem Tor, das er zur 2:1-Führung in der 39. Minute erzielte.
In der laufenden Saison 1955/56 wechselte er zu Stockport County, bei dem er seine Spielerkarriere in der Football League Third Division North am Saisonende 1956/57 nach 70 Punktspielen und 26 Toren beendet hatte.

### Nationalmannschaft
Moir kam ein einziges Mal in einem Länderspiel zum Einsatz. Am 15. April 1950 bestritt er im Hampden Park das letzte Spiel der WM-Qualifikationsgruppe 1 gegen die Nationalmannschaft Englands, die das Spiel durch das 1:0-Siegtor von Roy Bentley in der 64. Minute gewann. Es war der erforderliche Sieg für die Teilnahme an der Weltmeisterschaft 1950 in Brasilien. Bei einem Sieg seiner Mannschaft wäre Schottland qualifiziert gewesen.
Am 11. November 1952 spielte er für die Zweitvertretung der schottischen Nationalmannschaft. Das in Toulouse in Freundschaft ausgetragene Länderspiel gegen die französische Zweitvertretung endete torlos. Sein zweites Spiel bestritt er am 11. März 1953 in Edinburgh beim 2:2-Unentschieden gegen die englische Zweitvertretung.

## Erfolge
- FA Cup-Finalist 1953

## Sonstiges
Moir gelangen während seiner Zugehörigkeit zu Bolton Wanderers zweimal vier Tore in einem Ligaspiel, einmal drei und 13 Mal zwei Tore.